# Narodni muzej Kraljevo
Narodni muzej Kraljevo (srpski: Народни музеј Краљево / Narodni muzej Kraljevo) u Kraljevu u Srbiji, gradska je ustanova posvećena istraživanju, očuvanju i prezentaciji povijesnih predmeta i artefakata vezanih za povijest pet općina koje čine Raški upravni okrug. Muzej je osnovan 1950. godine kao Gradski muzej u Rankovićevu, a današnji naziv nosi od 1955. godine.
Muzej je od 1985. godine odlukom grada smješten u povijesnoj zgradi kraljevačke srednje škole izgrađenoj 1873. godine. Zgrada za potrebu preseljenja muzeja prošla kroz proces cjelokupne obnove čija je prva faza radova završena je 1995. godine. Završna faza, provedena između 2002. i 2005. godine, proširila je muzej na ukupnu površinu od 1.270 četvornih metara raspoređenih na četiri etaže. Muzej se nalazi preko puta mjesnog arhiva i pored pravoslavne Crkve Svete Trojice.
Riječ je o muzeju opće kategorije čija je zbirka podijeljena u šest odjeljenja: prirodna povijest, arheologija, numizmatika, povijest, etnologija i umjetnost. Osim glavne zgrade na Trgu Svetog Save u Kraljevu, muzej obuhvaća i zgradu u Karađorđevoj ulici u kojoj se nalazi Legat Olivere Radojković Čolović. Zajedno s Istorijskim arhivom Kraljevo, muzej objavljuje recenzirani stručni godišnjak Naša prošlost. Vlada Srbije je muzeju dodijelila status Ustanove kulture od nacionalnog značaja 2013. godine.